# Sheriff (Vereinigte Staaten)

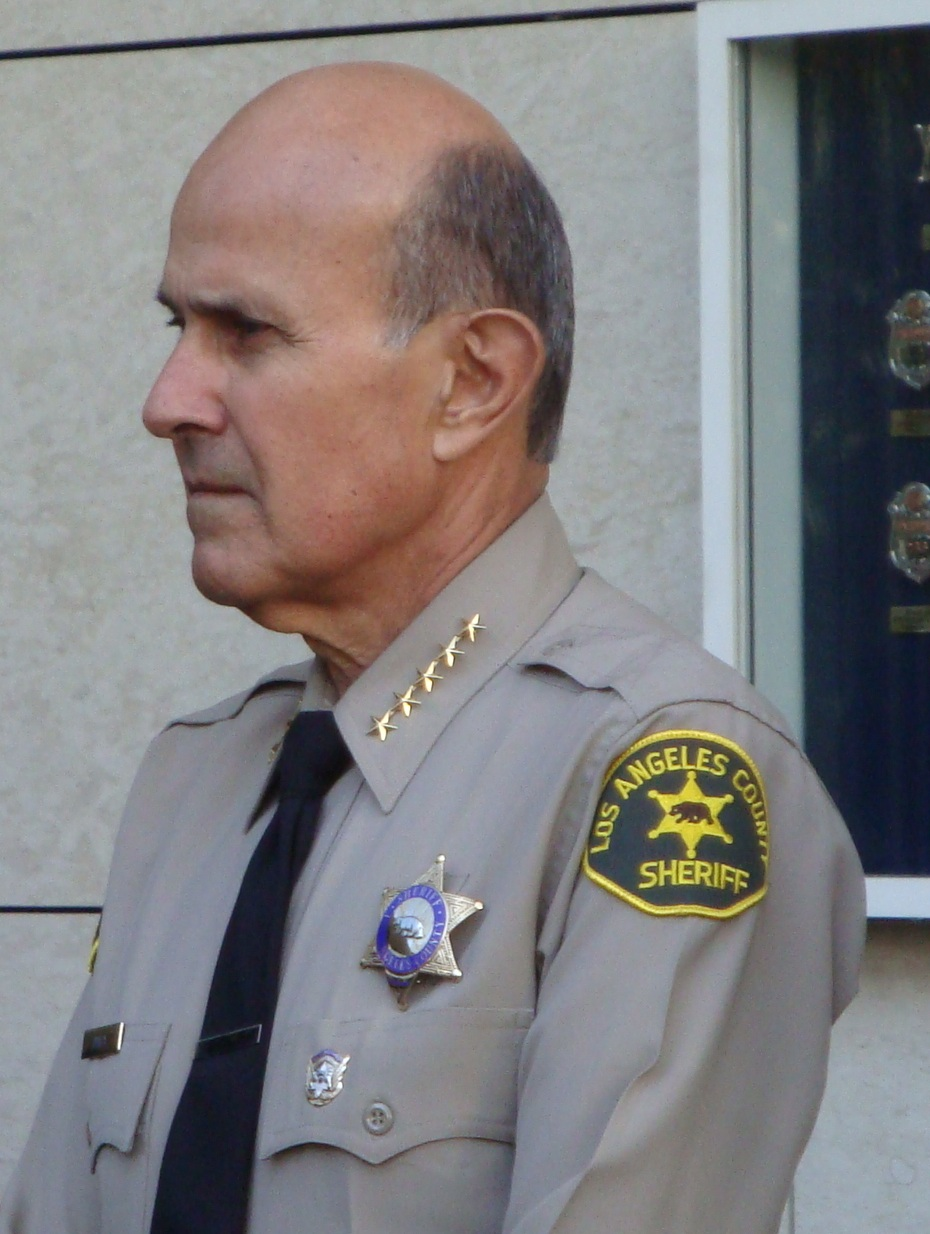
Lee Baca, Sheriff des Los Angeles County (2011)

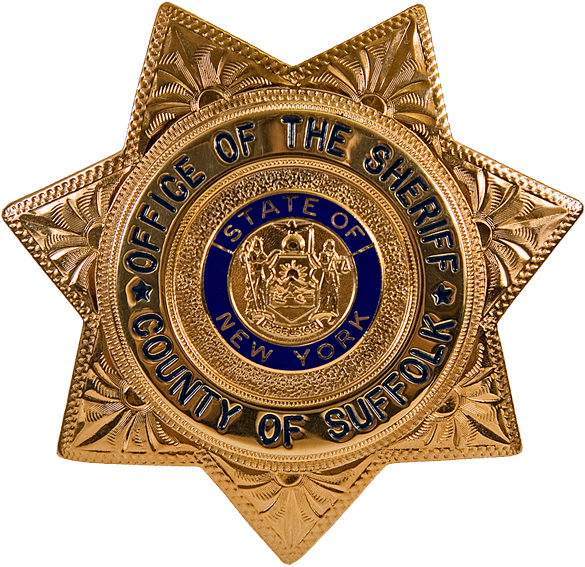
US-amerikanischer Sheriffstern (Beispiel)

Ein Sheriff ist in den Vereinigten Staaten der Leiter einer Polizeibehörde eines Countys und wird üblicherweise alle vier Jahre von den Bewohnern des Countys gewählt.

## Geschichte

### Begriffsgeschichte
Im frühen England war der gerefa (dt. „Graf“ oder „Greve“) ein vom König ernannter Vogt, der die öffentlichen Angelegenheiten eines Ortes zu regeln hatte. Ein hochrangiger Beamter, der scīrgerēfa (Mittelenglisch shire-reeve), war der Repräsentant der königlichen Gewalt in einem Shire (ags. scīr = „Grafschaft“). Unter den Normannenkönigen, vor allem unter Heinrich I., wurden die Sheriffämter meist mit Männern vergleichsweise einfacher Herkunft besetzt. Sie bildeten die Grundlage für den englischen Landadel, die Gentry.

### Der Sheriff im 19. Jahrhundert in den USA

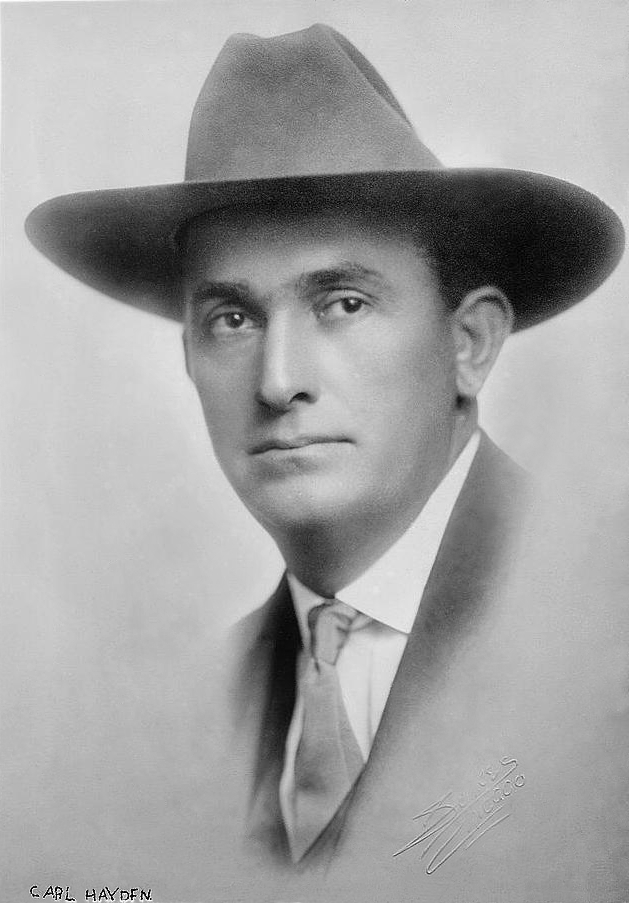
Der Sheriff in Arizona und spätere Senator Carl Hayden

Im Gegensatz zur heutigen Funktion eines Sheriffs war dieser früher der oberste Verwaltungsbeamte eines Countys. Sheriffs wurden auch im 19. Jahrhundert bereits vom Volk gewählt. Die Amtszeit unterschied sich damals von County zu County, war aber mindestens ein Jahr lang.
Oft wird der Sheriff in Westernfilmen als reines Polizeiorgan dargestellt, was aber nicht die einzige Aufgabe war. Ein Sheriff war zuständig für Steuereinnahmen, Volkszählung, Bodenrecht (Verteilung von Grund und Boden bzw. Besteuerung von Liegenschaften) und war das Vollstreckungsorgan des Gerichts und/oder des Countys (sowohl strafrechtlich als auch zivilrechtlich).
Die rein polizeilichen Aufgaben wurden im 19. Jahrhundert von einem Marshal ausgeübt. Dabei war der Town/City Marshal (zuständig für eine Stadt) zu unterscheiden von einem US Marshal, der dem Staat unterstand und exekutive Gewalt über einen Bundesstaat (Bundesgericht) hatte. Der Sheriff hatte im Gegensatz dazu die Befugnis, die exekutive Gewalt im ganzen County auszuüben. In manchen Westernfilmen, so etwa in Faustrecht der Prärie, ist im Original denn auch korrekt von einem Marshal die Rede, und erst die deutsche Übersetzung weicht auf den besser bekannten Titel Sheriff aus.
Damals hatte ein Sheriff in der Hauptstadt des Countys sein Hauptquartier (meist mit dem County Jail, dem Bezirksgefängnis). In den Städten und Dörfern eines Countys gab es entweder einen Deputy Sheriff oder einen Town/City Marshal. Der Sheriff selber bereiste sein County in regelmäßigen Abständen, um in den einzelnen Städten nach dem Rechten zu sehen, die Steuern einzunehmen bzw. die Einnahmen abzuholen und gegebenenfalls bei grundstücksrechtlichen Fragen zu entscheiden oder Hilfestellung zu geben. Auch beriet er die Bürger in vertragsrechtlichen Angelegenheiten oder half auf dem Behördenweg.

## Aufgaben, Zuständigkeiten und Organisation

### Sheriff’s Office
Sheriff’s Offices gibt es in allen Bundesstaaten der Vereinigten Staaten von Amerika mit der Ausnahme von Alaska und Connecticut.
In 42 Bundesstaaten wird der Sheriff für eine vierjährige Amtsperiode gewählt; in New Hampshire und Arkansas lediglich für zwei Jahre, während er in New Jersey eine dreijährige bzw. in Massachusetts eine sechsjährige Dienstdauer hat.
Die Behörde wird meist Sheriff’s Office (auch „Sheriff’s Department“) genannt und ist häufig im Verwaltungssitz des Countys angesiedelt. Meist betreibt das Sheriff’s Office auch das County Jail (Gefängnis), in dem vorübergehende Arreste durchgeführt werden können, verdächtige Straftäter bis zur Gerichtsverhandlung einsitzen oder auch verurteilte Straftäter ihre, meist geringe und unter Minimum Security verhängte Strafe absitzen. Gefangenentransporte werden meist in der Stadt durch den Sheriff durchgeführt. So gibt es unter anderem auch in New York einen Sheriff für diese Justizaufgaben. Auch 911, die Notrufnummer in den USA für Polizei und Feuerwehr, wird oft in den Sheriff’s Offices entgegengenommen. Je nach Lage und Größe des Countys kann ein Sheriff’s Office aus einer einzigen Person bis hin zu über 10.000 Mitarbeitern bestehen. In einem Sheriff’s Office gibt es typischerweise folgende Positionen:
- Sheriff – der gewählte Leiter der Polizeibehörde, vergleichbar mit einem Polizeichef.
- Undersheriff – der stellvertretende Leiter der Polizeibehörde. Undersheriffs werden oftmals ebenfalls gewählt, können aber auch vom Sheriff direkt ernannt werden.
- Deputy Sheriff – ausgebildete und vereidigte Polizeibeamte, die im Namen und Auftrag des Sheriffs Polizeiaufgaben wahrnehmen.
- Detention Deputy Sheriff – Deputy Sheriffs, die für den Betrieb des County Jails zuständig sind.
- Sheriff Coroner – Todesermittler des Sheriff Departments und für die Leichenschau, die Ermittlung der Todesursachen und damit zusammenhängenden Aufgaben (z. B. Sterbeurkunden) zuständig. Der Coroner kann auch eine eigene Behörde sein (z. B. Los Angeles County).
- Dispatcher – Angestellte die Notrufe (911) entgegennehmen.

### Sheriff und Polizei
Um den Unterschied zwischen dem Sheriff und anderen Polizeibehörden in den Vereinigten Staaten zu verstehen, kann man deren Zuständigkeiten grob zusammenfassen:
- Stadtpolizei (Metropolitan Police Department, veraltet auch City Marshals oder Town Marshals) – Die Zuständigkeit der Stadtpolizei endet an der jeweiligen Stadtgrenze. Obwohl Polizeibehörden verschiedener Städte gegebenenfalls zusammenarbeiten, sind sie dennoch eigenständige Behörden, die voneinander unabhängig agieren. So kommt es, dass u. U. auch kleine Ortschaften mit 500 Einwohnern ihre eigene Polizei haben.
- County – Das County Sheriff’s Office ist für polizeiliche Aufgaben im jeweiligen County zuständig, für schwere Straftaten auch die District Attorney Investigators[2]. Da die Stadtpolizeien in der Regel nur innerhalb der Stadtgrenzen zur Ausübung polizeilicher Aufgaben berechtigt sind, übernimmt das Sheriff’s Office diese Aufgabe außerhalb der Stadtgrenze. Wenn die Stadt keine eigene Stadtpolizeibehörde eingerichtet hat, ist das County Sheriff’s Office auch innerhalb der Stadtgrenze dafür zuständig.
- State Police (je nach Bundesstaat auch Highway Patrol, seltener auch State Patrol genannt) – Vereinfacht zusammengefasst bezeichnet dies die Polizei des jeweiligen Bundesstaates. Diese ist in der Regel für die Belange des Staates zuständig, welche sich in der Regel auf die Überwachung von Fernstraßen beschränkt.
- Bundespolizeien – Sind auf Bundesebene, also in allen 50 Staaten, für jeweils speziell bestimmte, sich teilweise überschneidende Strafverfolgungsaufgaben von Bundesinteresse (z. B. Grenzsicherung, organisierte Kriminalität, Wirtschaftsstraftaten, grenzüberschreitende Kriminalität) zuständig.

## Ausrüstung

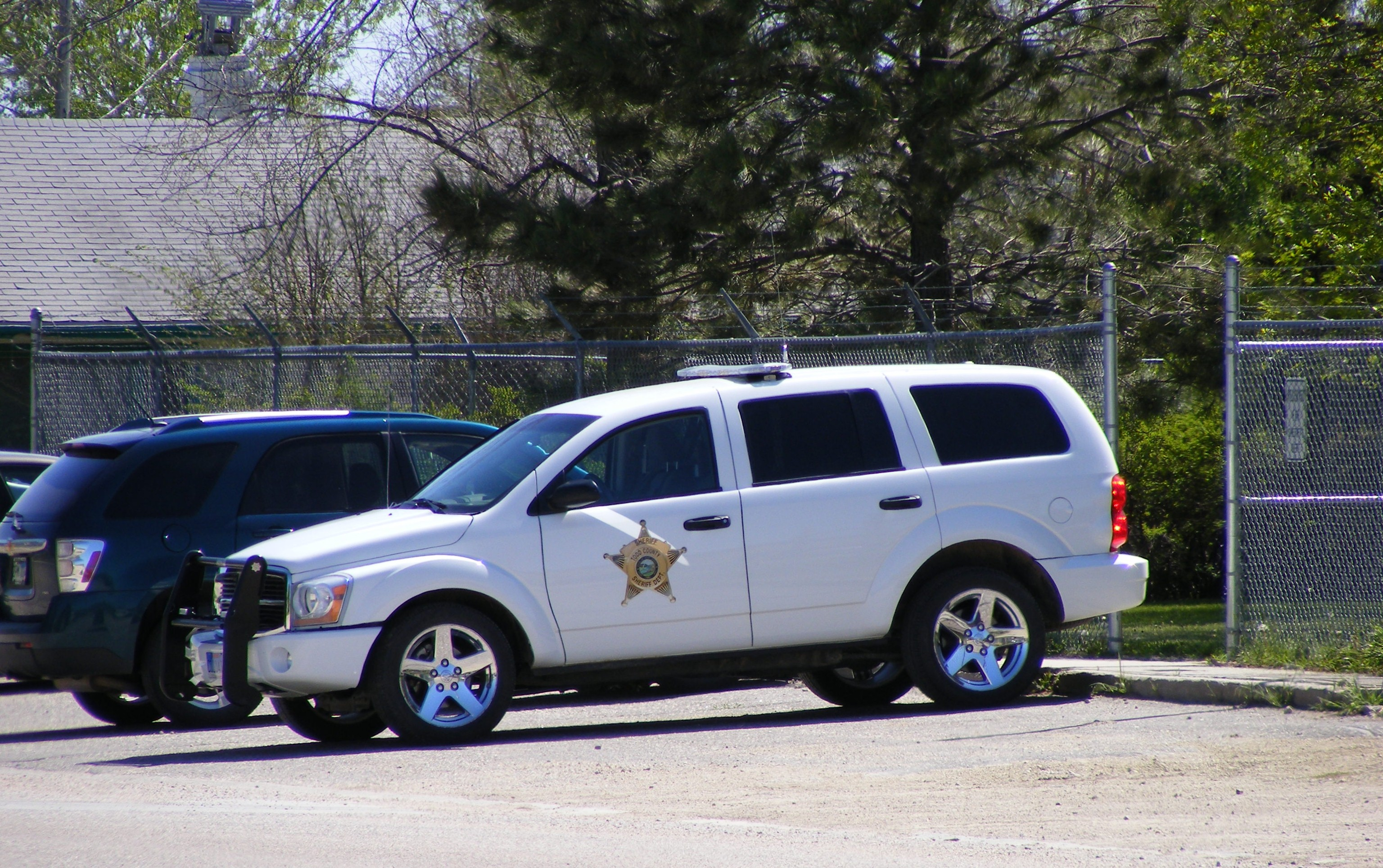
SUV des Todd County Sheriff’s Department (South Dakota)

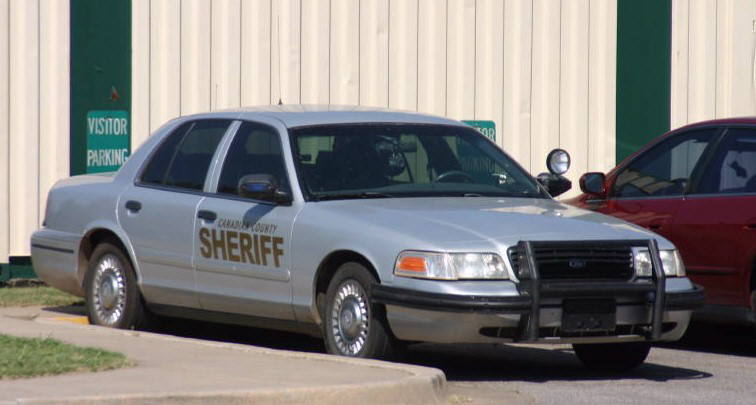
Ford Crown Victoria eines Deputy Sheriffs in Canadian County, Oklahoma

Da ein Deputy Sheriff, je nach Größe des Countys, weite Strecken – teilweise in rauem Gelände – zurücklegen muss, werden hierzu verschiedene Arten von Fahrzeugen eingesetzt. Die von US-Behörden meistgenutzten Fahrzeuge waren Chevrolet Caprice/Impala und Ford Crown Victoria, da diese bereits ab Werk mit bestimmten Behördenpaketen ausgestattet angeboten werden. Diese Fahrzeuge sind auch meist in entsprechenden TV-Serien und Filmen zu sehen. Es werden allerdings auch modernere Fahrzeuge eingesetzt, so z. B. Dodge Charger.
Besonders in ländlicheren Gegenden werden auch geländegängige Fahrzeuge/SUV wie z. B. Ford Expedition, Chevrolet Tahoe oder auch Pickups wie Chevrolet Silverado eingesetzt; gelegentlich sogar Sportwagen, wie der Chevrolet Camaro.
Da jedes Police und Sheriff’s Office bei der Gestaltung des Designs der Fahrzeuge freie Hand hat, gibt es teilweise große Unterschiede zwischen den jeweiligen Fahrzeugen. Sowohl das klassische Schwarz-Weiß-Schema ist noch anzutreffen, als auch komplett einfarbige Fahrzeuge, die durch entsprechende Lackierung oder Klebefolien als Streifenfahrzeuge ausgewiesen sind. Seit dem Aufkommen der LED-Technik werden die klassischen Leuchtbalken auf dem Dach der Fahrzeuge immer öfter durch extrem niedrige Leuchtleisten auf dem Dach oder durch schmale Leuchtleisten im Inneren der Fahrzeuge (meist hinter der Windschutzscheibe bzw. Rückscheibe und hinter dem Kühlergrill) ersetzt – dies wird im Allgemeinen „Slick Top“ genannt. Hauptgrund hierfür ist sowohl der günstigere Preis, verbunden mit höherer Lebensdauer der Leuchten, niedrigerem Verbrauch der Fahrzeuge (der Mehrverbrauch eines Ford Crown Victoria mit Lichtleiste gegenüber dem eines baugleichen Fahrzeuges ohne Lichtleiste beträgt bis zu 2–3 Liter/100 km) als auch einem höheren „Tarnfaktor“, da die Fahrzeuge so nicht auf den ersten Blick als Polizeifahrzeuge zu erkennen sind. Als Kennzeichnung für den Einsatzfall haben sie meist verdeckte Kennleuchten unterschiedlicher Bauart im Fahrzeug montiert. Häufig genutzt sind Frontblitzer und Dashlights. In den USA blinken die Kennleuchten meist in den Farben Blau und Rot, zusätzlich auch Weiß.

## Sheriffstern
Bei dem heute sehr häufig verwendeten Siebenzack-Stern (Seven Point Star) symbolisieren die Zacken die sieben Grundsätze der Sheriffs- oder Polizeiideologie: character, integrity, knowledge, honor, courtesy, loyalty and judgement (deutsch: Charakter, Integrität, Wissen, Ehre, Höflichkeit, Loyalität und Urteilsvermögen). Teilweise werden jedoch auch fünf- oder sechszackige Sterne verwendet, während die Schildform von Police Departments bevorzugt wird. Die US-Polizei versteht dieses Abzeichen auch als Symbol des Vertrauens, das die Bevölkerung ihnen entgegenbringt. „The badge is a symbol of trust given to us by the community we serve“ (Commander Mike VanDeutekom, Estes Park Police).

## Besonderheiten

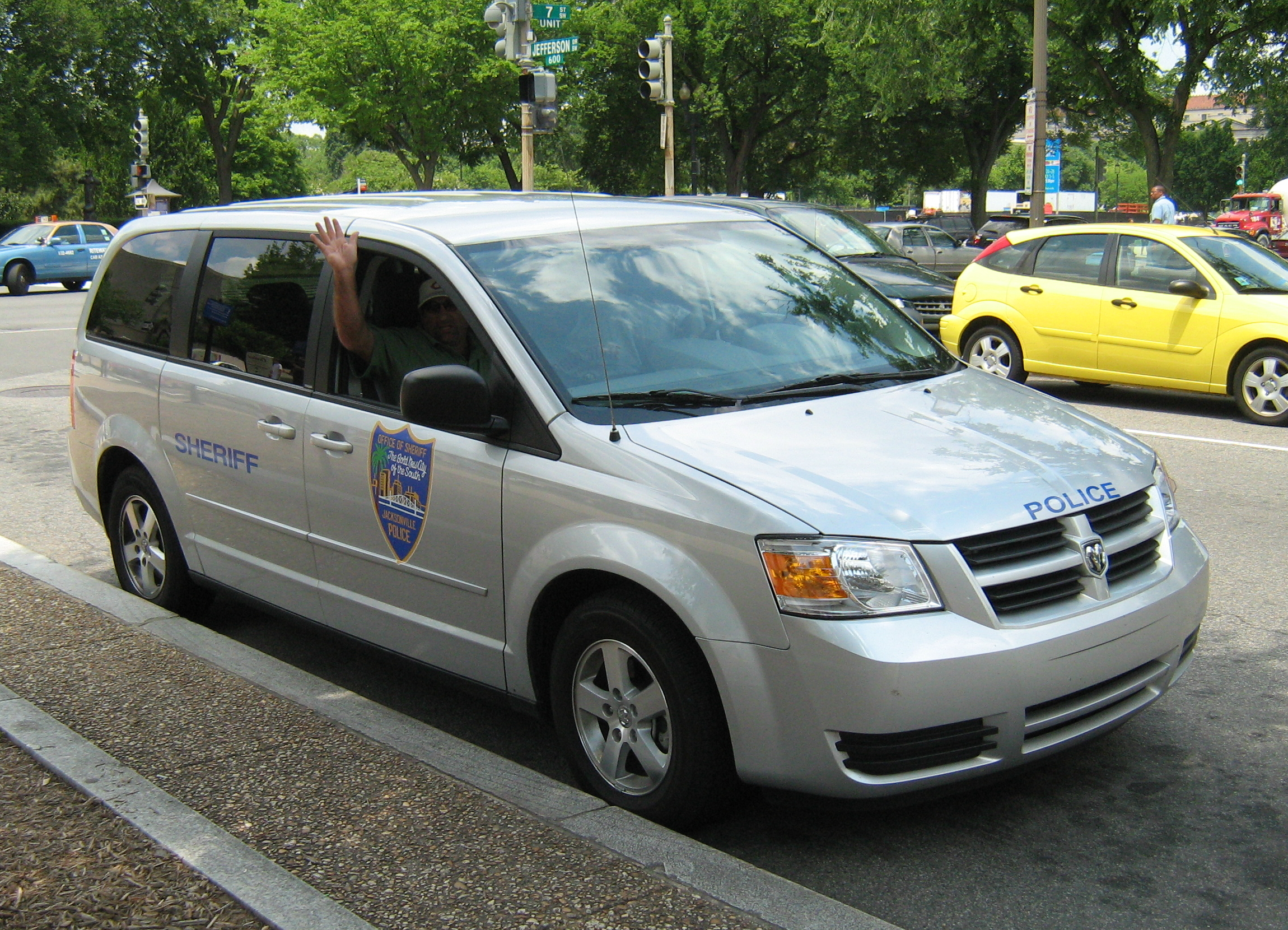
Das Sheriff’s Office des Duval County ist gleichzeitig Stadtpolizei von Jacksonville

In sogenannten Consolidated city-countys fällt das Sheriff’s Office meist mit der städtischen Polizei zusammen. In New York City hingegen, die sich als einzige Stadt der Vereinigten Staaten über mehrere gesamte Counties erstreckt, existiert neben dem New York City Police Department auch ein New York City Sheriff’s Office für alle fünf Counties gemeinsam. Jedoch hat dieses Sheriff’s Office nur die Aufgabe, zivilrechtliche Ansprüche durchzusetzen. Die strafverfolgende Aufgabe liegt nur beim NYPD.